# Ямал
Яма́л — полуостров на севере Западной Сибири, на территории Ямало-Ненецкого автономного округа России. Длина полуострова — 700 км, ширина — до 240 км. Омывается Карским морем и Обской губой.
Ландшафты полуострова представлены тундрой, на юге — лесотундрой. Многочисленны озёра.
Полуостров слабо освоен человеком. Ведётся оленеводство, рыболовство. На полуострове расположены одни из крупнейших в мире залежей природного газа.

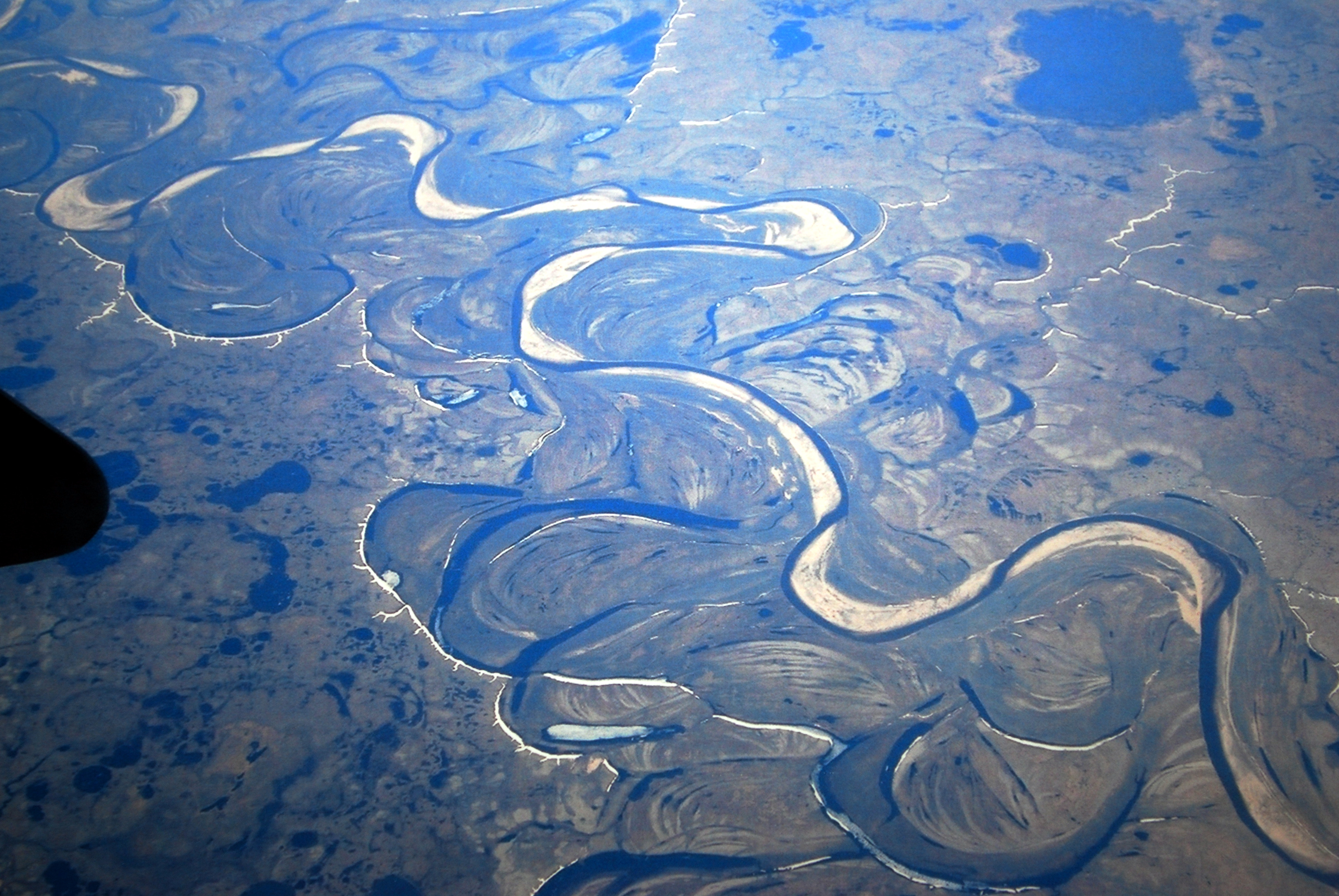
Ямальский ландшафт с борта самолёта

## Этимология
В «Кратком отчёте о путешествии на полуостров Ямал» Б. М. Житкова в 1909 году даётся следующее толкование названия полуострова: «Точное самоедское название полуострова Я-мал, соединение слов Я („земля“) и мал (конец)».
В некоторых источниках конца XIX — начала XX века (от «Энциклопедического словаря Брокгауза и Ефрона» до первого издания «Большой советской энциклопедии») полуостров описывается под названием Ялмал.

## География
Полуостров Ямал находится на севере Западной Сибири, с запада омывается Карским морем (в том числе его Байдарацкой губой), с востока — Обской губой. На севере от полуострова, за нешироким проливом Малыгина, находится остров Белый.
Полуостров расположен от 68° с. ш. до 73° с. ш. и от 66° в. д. до 73° в. д.

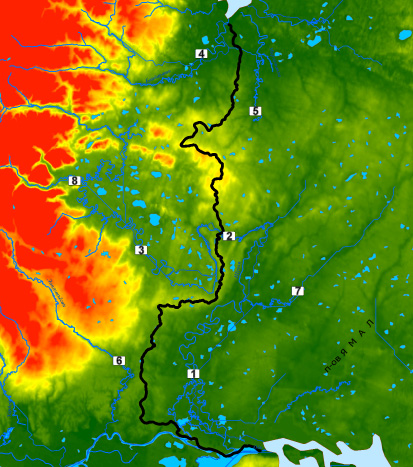
Сухопутная граница полуострова Ямал (Цифрами обозначены: 1, 2, 3 — течение р. Щучьей, соответственно, нижнее, среднее и верхнее; 4. — р. Байдарата; 5 — р. Ензорьяха; 6 —р. Ланготьёган; 7 — р. Танлаваяха; 8 — р. Большая Халата)

Сухопутная граница полуострова начинается от устьевого створа реки Байдараты в Байдарацкой губе и проходит до створа мыса Салемал (на правом берегу Оби, расположен на 8 км выше мыса Толстый Нос). Между этими конечными точками граница идёт по водоразделу речных систем Байдараты и Ензорьяхи, Большой Хатыты и восточной части бассейна реки Щучьей. На территории полуострова располагаются: целиком бассейны рек Ензорьяхи, Хадытаяхи, Янготаяхи, Ханавейяхи, Ядаяходыяхи, приустьевая часть бассейна реки Щучьей с притоками — реками Тандоваяха, Тарседаяха, Хэяха.
Рельеф Ямала исключительно ровный, перепады высот не превышают 90 м. Средняя высота полуострова около — 50-ти метров.
В основании Ямала залегает плита эпипалеозойской платформы с мезо-кайнозойским осадочным чехлом. Выступов кристаллического фундамента не наблюдается. На Ямале сосредоточено много месторождений природного газа, в основном расположенных на юге и западном побережье полуострова. Разведанные запасы газа на 2009 год составляют 16 трлн м³.

## Полезные ископаемые
На полуострове и прилегающих акваториях открыто 11 газовых и 15 нефтегазоконденсатных месторождений, разведанные и предварительно оценённые (АВС1+С2) запасы газа которых составляют порядка 16 трлн м³, перспективные и прогнозные (С3-Д3) ресурсы газа — около 22 трлн м³. Запасы конденсата (АВС1) оцениваются в 230,7 млн тонн, нефти — в 291,8 млн тонн.
Большая часть запасов природного газа сосредоточена в пяти уникальных (запасы — > 500 млрд м³) месторождениях: Бованенковском, Харасавэйском, Южно-Тамбейском, Крузенштерновском и Северо-Тамбейском. Разведано также 13 крупных месторождений (запасы — 30-500 млрд м³), три средних (10-30 млрд м³) и пять мелких (< 10 млрд м³). Несмотря на 700 глубоких поисковых и разведочных скважин, геологическая изученность полуострова остается низкой; в среднем, 1 скважина приходится на 305 км² территории, что на порядок ниже южных районов Западно-Сибирской нефтегазоносной провинции. Это позволяет надеяться на значительный прирост разведанных запасов углеводородов, а также открытие новых месторождений на шельфе.
Газовые месторождения Ямала отличаются большей глубиной залегания по сравнению с уже освоенными месторождениями, а также химическим составом газа. В глубокозалегающих газоносных пластах содержится так называемый «жирный» газ с высоким содержанием пропана, бутана и пентана, имеющих бо́льшую ценность, чем основные составляющие природного газа — метан и этан. В частности, пропан-бутановая смесь является экологически чистым моторным топливом, которое может храниться в сжиженном виде в широком диапазоне температур. Однако «жирный» газ не может транспортироваться по газопроводам без сложной предварительной подготовки, в ходе которой получается «сухой» газ, состоящий почти исключительно из метана и этана. Остальные компоненты выделяются в отдельную фракцию и транспортируются в сжиженном состоянии в цистернах или танкерах, либо сжигаются в факелах.

### Освоение газовых месторождений
Буровые геологоразведочные работы на Ямале были развёрнуты в 1963 году. Сплошная заболоченность местности вынуждала вести работы в основном зимой, когда была возможность транспортировать тяжёлую буровую технику, несмотря на морозы до −50 градусов по шкале Цельсия и шквалистые ветра. Для доставки оборудования и материалов была организована доставка грузов силами Мурманского морского пароходства; в итоге, было осуществлено несколько сверхранних арктических рейсов с грузами для нефтяников.
В декабре 1964 года было открыто первое месторождение — Новопортовское нефтегазоконденсатное. В период с конца 1960-х до конца 1980-х гг. почти ежегодно обнаруживались новые месторождения, в том числе Бованенковское в 1971 году, Харасавэйское и Южно-Тамбейское в 1974, Крузенштерновское в 1976, Северо-Тамбейское в 1983 году.
В конце 1970-х годов значительно увеличились объёмы разведочного бурения на уже известных месторождениях. Например, на Новопортовском месторождении в 1978—1985 гг. было пробурено 80 скважин в дополнение к имеющимся 29. Уточнялись контуры месторождений и объёмы запасов. В середине 1980-х годов были приняты планы промышленного освоения газовых ресурсов полуострова. В 1987 году была завершена разработка ТЭО. Бованенковское месторождение планировалось ввести в эксплуатацию в 1991 году, добыв 20 млрд м³ природного газа. В 1992 году планировалось добыть уже 50 млрд м³ газа, а к концу 1990-х годов — ежегодно добывать до 200 млрд м³, освоив также Харасавэйское месторождение. В 1988 году предполагалось развернуть строительство магистрального газопровода «Ямал-Торжок-Ужгород», однако в марте 1989 года, в условиях кризиса советской экономики, финансирование проектов промышленного освоения было прекращено.
В начале 1990-х годов в десятки раз сократились и темпы буровых работ, хотя полностью они никогда не прерывались. Новый этап освоения начался после 2002 года, когда «Газпром» определил Ямал как регион стратегических интересов компании.
Для промышленного освоения были подготовлены четыре месторождения: Бованенковское, Харасавэйское, Крузенштерновское и Новопортовское. В 2006 году «Газпром» приступил к промышленному освоению Бованенковского месторождения и строительству магистрального газопровода. В 2008 году здесь началось бурение эксплуатационных скважин. Первоначально ввод месторождения в эксплуатацию намечался на 2011 год, затем — на 2012 год. Проектный объём добычи газа на Бованенковском месторождении предполагался в 115 млрд м³ в год, в долгосрочной перспективе — до 140 млрд м³ в год.
Планировалось, что к 2015 году объём добычи газа на Ямале составит 75-115 млрд м³ (на Бованенковском месторождении), в 2020 году — 135—175 млрд м³, к 2025 году — 200—250 млрд м³, к 2030 году — 310—360 млрд м³.
23 октября 2012 года месторождение было официально введено в эксплуатацию[2]: введён в строй газовый промысел ГП-2. В декабре 2014 года — газовый промысел ГП-1.
5 декабря 2018 года в ходе телемоста с президентом России Владимиром Путиным был введён в эксплуатацию третий (финальный) газовый промысел на Бованенковском месторождения.
Также в рамках освоения залежей природного газа на полуострове в декабре 2013 года было принято инвестиционное решение по проекту строительство завода по сжижению газа (проект компании «Новатэк» «Ямал СПГ»). В соответствии с Комплексным планом развития производства СПГ на полуострове Ямал, третья очередь завода по производству СПГ должна была быть построена в 2018. Основной источник сырья — Южно-Тамбейское месторождение. Системами транспортировки СПГ возлагалась ОАО «Новатэк», ОАО «Совкомфлот» и Минтранс России.
5 декабря 2017 года было начато производство СПГ на первой технологической линии завода. 8 декабря 2017 года «Ямал СПГ» отгрузил первую партию сжиженного природного газа. В августе 2018 года — первая партия после запуска второй технологической линии завода. В ноябре 2018 года «Ямал СПГ» произвёл первый СПГ на третьей технологической линии.
Общий предполагаемый объём инвестиций в освоение газовых месторождений Ямала в 2010 году оценивался правительственными экспертами в 6,8-8 трлн руб. за 25 лет.

### Факторы, мешающие освоению полуострова
- Суровый климат (холодная длинная зима, прохладное короткое лето, сильные ветра).
- Сильная заболоченность, особенно юго-западных и северо-восточных побережий.
- Повсеместное распространение многолетней мерзлоты.
- Высокий коэффициент увлажнения.
- Слабо развита транспортная и другая инфраструктура.

## Железная дорога
Через полуостров Ямал протянулась железнодорожная линия Обская — Бованенково — Карская, построенная «Газпромом».

## Морские порты
В октябре 2013 года принял первые грузы порт для круглогодичной навигации — Сабетта, который построен на полуострове Ямал в рамках проекта «Ямал СПГ» для обеспечения экспорта сжиженного природного газа с Южно-Тамбейских месторождений. Также со второй половины XX века полнофункционально используются Новый Порт и порт Харасавэй.

## Климат
На Ямале распространён субарктический, а на севере — арктический климат. Средние температуры января составляют от −23 до −27 градусов по шкале Цельсия, июля — от +3 до +9. Количество осадков невелико: около 400 мм/год. Толщина снежного покрова составляет, в среднем, 50 см.

## Гидрография
Годовой слой стока на севере полуострова составляет 150 мм, на юге — 300 мм. Реки замерзают к середине октября, вскрываются в начале июня, многие реки и озёра к концу зимы промерзают до дна. Тип питания рек — снеговой. Половодье — в июне.
На полуострове находится большое количество озёр, крупнейшим из которых является Ямбуто (система озёр Нейто), через которое в средние века проходил ямальский волок. Крупнейшие реки полуострова: Мордыяха, Нерутаяха и Юмбыдыяха (Юмбатаяха), Сядоръяха, Пыякояяха, Пухучаяха, Тиутейяха (Тиутей-Яха), Харасавэй, Сёяха (Мутная), Сёяха (Зелёная), Ясавэйяха, Юрибей, Лата-Марето-Яха, Хуты-Яха, Нензото-Яха, Пемакода-Яха, Ензорьяха, Янготаяхи, Хадытаяха, Ханавейяхи, Ядаяходыяхи, Щучья, Тандоваяха, Тарседаяха, Хэяха. Рисунок речной сети полуострова осложняется сравнительно короткими реками, дренирующими восточные склоны Полярного Урала (река Байдарата), реками, дренирующими главный осевой водораздел Ямала (реки Ензорьяха, Ёркатаяха, Явхалятосё, Халяяха), и развитой долиной Оби с её притоками (реки Щучья, Ланготьёган, Хадытаяха), вследствие чего элементарные бассейны сложно распределены между конкурирующими бассейнами. При этом сама река Щучья выработала «М»-образную долину и на пути до места впадения в реку Малую Обь формирует две петли с изменением направления течения на 180°. В результате река Щучья принимает крупные притоки как с отрогов Полярного Урала, так и со стороны полуострова Ямал.

## Почвы, растительный и животный мир
Ямал находится в тундре, южная часть — в лесотундре. Повсеместно распространена многолетняя мерзлота, талые грунты встречаются только под крупными реками и озёрами.
Среди почв преобладают подбуры, глеезёмы и торфяные почвы.
На севере полуострова произрастают кустарничково-травяно-лишайниково-моховые арктические тундры, в центральной части — кустарничково-моховые северные тундры, на юге — ёрниковые мохово-лишайниковые, южные тундры.
На полуострове обитает множество животных, среди которых: северный олень, песец, лемминг, белая сова, куропатка, мохноногий канюк, кулик-песочник, краснозобая казарка (является эндемиком), гага, морянка, пуночка, розовая чайка, стерх и др. Среди рыб встречаются: сиги, гольцы, муксун, щука, налим, ленок, хариус, сибирский осётр, окунь, карповые и др. Здесь расположен самый большой Новопортовский мерзлотник — подземное рыбохранилище с температурой, поддерживаемой естественным путём.